# 대중혁신당

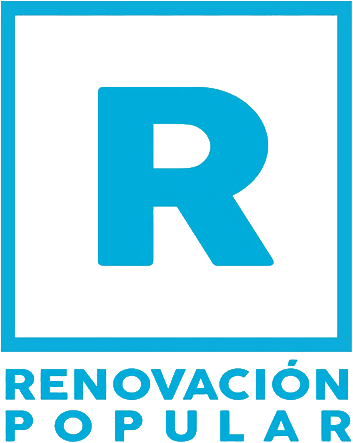

대중혁신당(스페인어: Renovación Popular)은 페루의 보수주의 정당이다. 본디 루이스 카스타녜다 로시오 전 리마 시장이 이끌던 국민연대당었으나, 2020년 총선 패배 이후 새 대표로 취임한 라파엘 로페스 알리아가가 지금의 대중혁신당으로 재창당했다.